# 박지빈
박지빈(朴智彬, 1995년 3월 14일~)은 대한민국의 배우이자 모델이다. 

## 출연 작품

### 텔레비전 드라마
- 2002년 KBS2 어린이 드라마 《매직키드 마수리》 ... 정민[1] 역
- 2003년 SBS 특별기획 《완전한 사랑》 ... 영애 아들 역
- 2004년 SBS 추석특집 드라마 《4명의 웬수들》 ... 셋째 역
- 2005년 MBC 주간 시트콤 《안녕, 프란체스카》 ... 게스트 역 (특별출연)
- 2005년 KBS2 《드라마시티 - 도깨비가 있다》 ... 도깨비 역
- 2005년 KBS2 수목 드라마 《황금사과》 ... 어린 김경민[2] 역
- 2007년 SBS 월화 드라마 《내 남자의 여자》 ... 홍경민 역
- 2007년 MBC 창사 46주년 특별기획 드라마 《이산》 ... 어린 이산[3] 역
- 2009년 KBS2 대하 드라마 《천추태후》 ... 어린 목종[4] 역
- 2009년 KBS2 월화 드라마 《꽃보다 남자》 ... 금강산 역
- 2009년 MBC 창사 48주년 특별기획 드라마 《선덕여왕》 ... 어린 비담[5] 역
- 2010년 SBS 월화 드라마 《별을 따다줘》 ... 진주황 역
- 2012년 MBC 주말 특별기획 드라마 《메이퀸》 ... 어린 강산[6] 역
- 2013년 SBS 특별기획 《돈의 화신》 ... 어린 이차돈[7] 역
- 2013년 SBS 월화 드라마 《수상한 가정부》 ... 신우재 역
- 2018년 MBC 월화 드라마 《배드파파》 ... 정찬중 역
- 2019년 SBS 수목 드라마 《빅이슈》 ... 백은호 역
- 2021년 JTBC 토일 드라마 《구경이》 ... 허현태 역
- 2022년 KBS2 월화 드라마 《붉은 단심》 ... 어린 이태[8] 역
- 2022년 tvN 수목 드라마 《살인자의 쇼핑목록》 ... 생선 역
- 2022년 tvN 금토 드라마 《블라인드》 ... 정인성 / 정윤재 역
- 2023년 SBS 금토 드라마 《7인의 탈출》 (특별출연)
- 2024년 디즈니+ 오리지널 드라마 《킬러들의 쇼핑몰》 ... 배정민 역

### 웹드라마
- 2018년 네이버 TV 《두부의 의인화》 ... 두부 역
- 2019년 채널A 《취업인류》 ... 취준생 역
- 2023년 K-STAR 《럽사이클 다이어리》 ... 송우경 역

### 영화
- 2004년 《가족》 ... 정환 역
- 2005년 《안녕, 형아》 ... 장한이 역
- 2006년 《청춘만화》 ... 어린 이지환[9] 역
- 2006년 《아이스케키》 ... 영래 역
- 2011년 《고래를 찾는 자전거》 ... 고은철 역
- 2012년 《천국의 아이들》
- 2019년 《다시, 봄》 ... 준호 역

### 한국어 더빙 목소리 출연
- 2005년 《펭귄 - 위대한 모험》 ... 아기 펭귄 한국어 더빙 목소리 역
- 2006년 《키리쿠 키리쿠》 ... 키리쿠 한국어 더빙 목소리 역
- 2007년 《살롯의 거미줄》 ... 윌버 한국어 더빙 목소리 역
- 2009년 《마법의 세계 녹터나》 ... 팀 한국어 더빙 목소리 역
- 2010년 《단지의 모험》 ... 한국어 더빙 목소리 역

### 뮤지컬
- 2001년 《토미》
- 2002년 《모정의 세월》

### 뮤직비디오
- 2003년 최정철 《비가 와》
- 2004년 이수영 《꽃들은 지고》
- 2007년 이재훈 《환상》

### 예능
- 2003년 MBC 《코미디 하우스》
- 2012년 MBC 《황금어장 라디오스타》
- 2014년 QTV 《Real Mate in 사이판, 이현우&박지빈》 ... 2부작 WITH 이현우
- 2014년 SBS 《좋은 아침》
- 2019년 OLIVE 《모두의 주방》

### MC
- 2005년 MBC 《제23회 MBC 창작동요제》 ... 공동 MC

### 광고
- 2004년 캘로그 《첵스》
- 2007년 롯데 헬스원 《드림키드》
- 2010년 한국닌텐도 《뉴 슈퍼 마리오브라더스 Wii》

## 수상 및 후보
| 연도 | 시상식                   | 부문                      | 작품        | 결과 |
| ---- | ------------------------ | ------------------------- | ----------- | ---- |
| 2003 | SBS 연기대상             | 아역상                    | 완전한 사랑 | 수상 |
| 2005 | KBS 연기대상             | 남자 청소년 연기상        | 황금사과    | 수상 |
| 2005 | 제1회 뉴 몬트리올 영화제 | 남우주연상                | 안녕, 형아  | 수상 |
| 2007 | MBC 연기대상             | 아역상                    | 이산        | 수상 |
| 2018 | MBC 연기대상             | 월화미니시리즈부문 조연상 | 배드파파    | 후보 |